# Egill Jacobsen
Egill Jacobsen (* 16. Dezember 1910 in Kopenhagen; † 21. April 1998 ebenda) war ein expressionistischer dänischer Maler, Professor und Mitglied der Künstlervereinigung CoBrA.

## Leben und Werk
Jacobsen studierte von 1932 bis 1933 Malerei an der Königlich Dänischen Kunstakademie bei Kræsten Iversen und Peder Hald. Anfänglich waren seine Malereien vom Werk Albert Gottschalks inspiriert. Bei seinem Besuch in Paris 1934 entdeckte Egill Jacobsen das Werk von Matisse, Léger, Miro und traf Picasso persönlich. Jacobsen änderte seine Arbeitsweise.
Egill Jacobsen war Mitglied der Künstlervereinigungen Linien und Høst und schrieb Artikel für die Zeitschrift Helhesten/Höllenpferd. Seit 1948 war er Mitglied von CoBrA. 1959 wurde er als Professor an die Königlich Dänische Kunstakademie in Kopenhagen berufen, wo er bis 1973 lehrte.

„Jacobsens Werk „Obhobning“, Ende 1938 gemalt, wirkt auf seine Kollegen elektrisierend. Der von Finsternis umgebene und bedrängte Mensch träumt von Freiheit und Veränderung. Jacobsen erinnert später daran, daß er das Bild unter dem Eindruck des Einmarsches der deutschen Truppen in die Tschechoslowakei gemalt hat. Er läßt die Farbe ungehindert über die Leinwand laufen, entfesselt sie – so wie die gewaltigen Kräfte der Machtausübung entfesselt worden sind, die er damit sichtbar machen will. 
Egill Jacobsen weist mit seiner Arbeit eine gänzlich neue Richtung. Ab 1939 wird von den dänischen Künstlern in vielfältiger Weise ein Kunstverständnis entwickelt, das darauf abzielt, das archetypische Wissen des Unbewußten – wie es die prähistorische Malerei kannte und wie es zum Teil in der Volkskunst Skandinaviens fortlebt – emporzuholen und sichtbar zu machen. Es überrascht nicht, daß diese Künstler stark an der Psychologie interessiert sind und sich vielfach bei einem Psychiater, der ihrem Kreis eng verbunden ist, Analysen unterziehen. 
Egill Jacobsens Malerei entwickelt sich geradlinig aus dem 1939 gefundenen Stil; seine Masken und Pflanzenwesen behalten eine große Direktheit und Frische.“

## Auszeichnungen
- 1959: Eckersberg Medal